# ماتنزاس (مقاطعة)
 ماتنزاس  (بالإسبانية: Provincia de Matanzas) هي إحدى مقاطعات كوبا , عاصمتها هي مدينة ماتنزاس. ومن أهم مدن هذه المقاطعة بعد العاصمة كارديناس , كولونو خوفيانوس.
وتعتبر هذه المقاطعة في كوبا بكونها منطقة صناعية وذلك بسبب وجود آبار النفط و معامل تكرير النفط ووجود ناقلات النفط الضخمة. وأيضاً تشتهر هذه المقاطعة بوجود 21 طاحونة تستخدم في مواسم الحصاد مثل موسم قصب السكر .

## بلديات المقاطعة
انقسمت هذه المقاطعة بين سنة 1976 و 2010م إلى 14 بلدة . و في عام 2011م أصبحت التقسيم لهذه المقاطعة متضمناً 13 بلدة فقط حيث ألغيت بلدة فاراديرو و دُمجت مع بلدة كارديناس.
| البلديات              | التعداد السكاني (2004) | المساحة (km²) | الموقع | الملاحظات          |
| --------------------- | ---------------------- | ------------- | ------ | ------------------ |
| كاليميتي              | 29٬736                 | 958           |        |                    |
| كارديناس              | 103٬087                | 566           |        |                    |
| سييناغا دي زاباتا     | 8٬750                  | 4٬320         |        | Playa Larga        |
| كولون                 | 71٬579                 | 597           |        |                    |
| خاغواي غراندي         | 57٬771                 | 882           |        |                    |
| خوفيانوس              | 58٬685                 | 505           |        |                    |
| ليمونار               | 25٬421                 | 449           |        |                    |
| لوس أرابوس            | 25٬702                 | 762           |        |                    |
| مارتي                 | 23٬475                 | 1٬070         |        |                    |
| ماتنزاس               | 143٬706                | 317           |        | عاصمة المقاطعة     |
| بيدرو بيتانكور , كوبا | 32٬218                 | 388           |        |                    |
| بيريكو                | 31٬147                 | 278           |        |                    |
| يونيون دي رييس        | 40٬022                 | 856           |        |                    |
| فاراديرو              | 24٬681                 | 32            |        | ألغيت في عام 2010م |

المصدر:احصاء عام 2004م .  المساحة من عام 1976م .

## التركيبة السكانية
وصل عدد السكان في هذه المقاطعة في عام 2004 م إلى 675,980 نسمة  و قدرت المساحة حوالي 11,802.72 كـم2 (4,557.06 ميل2), و نسبة الكثافة السكانية التي قدرت بـ 57.3/كم2 (148/ميل2).

## أعلام
- فيليكس راموس إي دوارتي
- جوزيف ماريون هرنانديز
- رافاييل سوريانو